# 2614 Torrence
2614 Torrence este un asteroid din centura principală, descoperit pe 11 iunie 1980, de Carolyn Shoemaker.